# 流体力学
流體力學（英語：Fluid mechanics）是力學的一門分支，是研究流體（包含氣體、液體及等離子體）現象以及相關力學行為的科學。流體力學可以按照研究對象的運動方式分為流體靜力學和流體動力學，前者研究處於靜止狀態的流體，後者研究力對於流體運動的影響。流體力學按照應用範圍，分為空氣力學及水力學等。
流體力學是連續介質力學的一門分支，是以宏觀的角度來考慮系統特性，而不是微觀的考慮系統中每一個粒子的特性。流体力学（尤甚是流體動力學）是一個活躍的研究領域，其中有許多尚未解決或部分解決的問題。流體動力學所應用的數學系統非常複雜，最佳的處理方式是利用電腦進行數值分析，如計算流體力學通过數值分析的方式求解流體力學問題。粒子圖像測速技術是一個將流體流場視覺化並進行分析的實驗方式，也利用了流體高度可見化的特點。
理論流體力學的基本方程是纳维-斯托克斯方程，簡稱N-S方程，纳维-斯托克斯方程由一些微分方程組成，通常只有透過給予特定的邊界條件與使用數值計算的方式才可求解。纳维-斯托克斯方程中包含速度{\displaystyle {\vec {v}}=(u,v,w)}、壓强{\displaystyle p}、密度{\displaystyle \rho }、黏度{\displaystyle \eta }，和温度{\displaystyle T}等變量，而這些都是位置{\displaystyle (x,y,z)}和時間t的函數。通過質量守恒、能量守恒和動量守恒，以及熱力學方程{\displaystyle f(\rho ,p,T)}和介質的材料性質，我們可以確定這些變量與其應變的關係。

## 簡史
流體力學的研究至少可以追溯到古希臘時代，當時阿基米德研究流體靜力學和浮力，並提出現在稱之為阿基米德定律的定律．定律是記載在阿基米德的著作《论浮体》中，此書被視為第一本以流體力學為主的著作。後來在李奧納多·達文西（觀察和實驗）、埃萬傑利斯塔·托里拆利（發明氣壓錶）、艾薩克·牛頓（研究粘度）和布莱兹·帕斯卡（研究流體靜力學及帕斯卡定律）等研究的推動下，流體力學迅速的發展，後來由丹尼爾·伯努利在1738年的《Hydrodynamica》導入了流體動力學的數學模型。
流體力學中可以省略粘性的無粘性流較為簡單，有許多數學家分析無粘性流（像萊昂哈德·歐拉、让·勒朗·达朗贝尔、約瑟夫·拉格朗日、皮耶爾-西蒙·拉普拉斯、西莫恩·德尼·泊松等）。較複雜的粘性流也被許多工程師所發現（像讓·路易·馬利·普瓦澤伊和戈特希尔夫·哈根等）。由克勞德-路易·納維及喬治·加布里埃爾·斯托克斯提出的N-S方程，以及邊界層的相關研究（路德維希·普朗特、西奧多·馮·卡門）對流體力學進行進一步的數學修正。而後來像奧斯鮑恩·雷諾、安德雷·柯爾莫哥洛夫及傑弗里·泰勒等科學家對流體粘度和湍流有更多的了解。

## 与連續介質力學的關係
| 连续介质力学：研究連續介質的物理學 | 固體力學：研究固體連續介質（不受力時有固定的形狀）的物理學 | 彈性理論：其固體在受到應力作用後，會恢復原來的形狀 | 彈性理論：其固體在受到應力作用後，會恢復原來的形狀 |
| 连续介质力学：研究連續介質的物理學 | 固體力學：研究固體連續介質（不受力時有固定的形狀）的物理學 | 塑性理論：固體在受到相當大的應力後，產生的永久變形 | 流變學：研究在外力作用下，物體的變形和流動         |
| 连续介质力学：研究連續介質的物理學 | 流体力学：研究流體連續介質（其形狀隨容器而變化）的物理學   | 非牛頓流體                                         | 流變學：研究在外力作用下，物體的變形和流動         |
| 连续介质力学：研究連續介質的物理學 | 流体力学：研究流體連續介質（其形狀隨容器而變化）的物理學   | 牛頓流體                                           |                                                    |

## 流體力學的基本假設

由一控制表面包圍的控制體積內，某積分量的平衡

任一個真實世界的數學模型都有其基本假設，流體力學也不例外。這些基本假設是可以用方程式的形式表示，若基本假設成立，其方程式也必定成立。
例如考慮三維空間下的流場，質量守恆的假設意味著針對任何被控制表面包圍的控制體積（例如球體），體積內質量的變化率等於質量由外往內通過控制表面的速率，再減去質量由內往外通過控制表面的速率（其中的一個特例是控制體積內外的質量均為定值），這可以轉換成控制體積內積分形式的方程式:74。
流體力學假設所有流體滿足以下的假設：
- 質量守恆
- 能量守恆
- 動量守恆
- 連續體假設

若在次音速的條件下，也常假設流體是不可壓縮流體，也就是流體的密度為定值。一般情形下的液體可以算是不可壓縮流體，氣體則不一定。
有時也會假設流體的黏度為零，此時流體即為非黏性流體。氣體常常可視為非黏性流體。若流體黏度不為零，而且流體被容器包圍（如管子），則在邊界處流體的速度為零。若是黏性流體，而且容器邊界不是多孔材質，則在邊界處流體和邊界之間的剪力也是零，稱為無滑動條件。若容器邊界是多孔材質，在進入容器的前沿，滑動條件造成速度不為零．在容器多孔材質中流體和自由流體之間會有不連續的速度場，這和比佛爾和約瑟夫條件（Beavers and Joseph condition）有關。

### 連續體假設
流體是由分子組成，不論分子之間還是及分子和固體之間都會有碰撞。不過連續體假設認為流體是連續的。像是密度、壓力、溫度和速度等特性都假設為即使是在“無限”小的點上都有明確定義，甚至是參考體積元素的尺度接近和流體中二相鄰分子距離的情形也是如此。假設特性在一點和一點之間是連續的變化，而在參考體積元素中的特性為其平均值，不考慮流體是由離散分子所組成的事實。
連續體假設基本上是一個近似值，就像在處理天體力學時，將行星假設為質點一樣，因此所得的解只是近似解。連續體假設所得的結果可能無法達到所需的精度。不過在適當的情況下，連續體假設可以產生極為精確的結果。
有關那些應用連續體假設後，無法得到所需精度的問題，可以利用統計力學的方法求解。至於一問題是否應該用統計力學求解，可以藉由計算此問題的克努森数得知。克努森数定義為分子平均自由程與問題特徵長度之比，問題特徵長度可能是流體中一物體的半徑（簡單來說．克努森数是指一粒子在撞到另一粒子之前，平均可以移動幾個本身半徑的長度）。若問題的克努森数大於或等於一，使用統計力學可以得到較可靠的結果。

## 纳维-斯托克斯方程
纳维-斯托克斯方程得名自克劳德-路易·纳维及喬治·加布里埃爾·斯托克斯，是一組描述流體運動的方程式，其中描述流體粒子動量的變化（力）只和流體外部的壓強及流體內部的黏滯力（類似摩擦力）有關。因此纳维-斯托克斯方程描述流體內任一區域內的力平衡。
纳维-斯托克斯方程是描述流體運動的微分方程。這樣的方程描述一些物理量的變化率和其他物理量之間的關係，例如針對一個沒有黏度的理想流體，其纳维-斯托克斯方程可表示為加速度（速度的變化率）和內部壓強的導數成正比。
這意味著，對於一個特定的物理問題，纳维-斯托克斯方程至少需要利用微積分來求解。實務上只有最簡單的例子可以用此方式求解，例如非紊流、恒定流（流場不隨時間改變）而且雷諾數小的情形。
對於一些複雜的，和紊流有關的問題，例如全球預報系統、空氣動力學等，纳维-斯托克斯方程的求解需要用電腦才能進行，相關的科學稱為計算流體力學。

## 牛頓與非牛頓流體
牛頓流體得名於牛頓，定義為流體的剪切應力和垂直剪切平面的速度梯度呈正比。不管作用於流體的力大小如何，流體都會繼續流動。例如，水是牛頓流體，因為它無論怎様被攪拌，都還是保持流體的性質。另一個比較不嚴謹的定義是在流體中輕輕移動小物體的阻力和其施力成正比。重要的流體，例如水以及空氣，在地表的正常環境下其特性都很接近牛頓流體:145。
非牛頓流體是流體的切應力和垂直剪切平面的速度梯度不呈正比的流體。在攪動非牛頓流體時，會在流體表面產生一個「凹洞」，不過凹洞在一小段時間後就會慢慢消失。這種特性出現在像布丁、太白粉水悬浊液、以及沙子（雖然嚴格來說沙子不算流體）。攪拌非牛頓流體會使其粘度降低，所以流體看起來比較沒那麼濃稠。非牛頓流體有很多種，沒辦法用依照某一個特殊性質的方式（例如說大部份有長分子鏈的流體會有非牛頓流體的行為）來加以定義，:145。

## 流體靜力學
- 靜態液體的壓力分佈
- 容器壁的受力
- 自由表面的形成
- 靜浮力
- 浮力定律
- 浮動物體的穩定性考慮
- 不可壓縮流體內的壓力變化
- 靜態可壓縮流體的壓力隨高度之變化
- 標準的大氣
- 使被侷限流體保持靜態的表面力效應
- 靜態不可壓縮流體之潛浸表面上的液體靜態作用力
- 力作用於平面上的問題
- 潛浸曲面上之流體靜態作用力

## 流体动力学
- 流动种类
  - 定常流动
  - 非定常流动
- 流動型態
  - 层流
  - 紊流
- 流动稳定性
  - 不可压缩流动
  - 可压缩流动
  - 黏性流動
  - 無黏流動
- 有势流动
- 漩涡流动
- 流线理论
- 管流
- 边界层流动
- 相似性理论
- 多相流动

## 流體力學應用領域
- 造船工程學
- 航空工程學
- 應用力學
- 固體力學
- 熱傳遞
- 大氣科學
- 河川工程學